# Senhora do Destino
Senhora do Destino ist eine brasilianische Telenovela, die zwischen dem 28. Juni 2004 und dem 12. März 2005 vom Sender Rede Globo erstmals ausgestrahlt wurde. Die Originalversion umfasst 221 Folgen.

## Handlung
Die Handlung spielt auf zwei Ebenen. Zum einen im Jahr 1968 zur Zeit der Militärdiktatur, zum anderen gut 35 Jahre später. Maria do Carmo Ferreira da Silva verlässt 1968 ihre Heimat, um in Rio de Janeiro ihren Kindern eine bessere Überlebenschance zu geben. Ihre jüngste Tochter wird dort jedoch entführt. Ihr weiteres Leben und die Suche nach ihrer Tochter bestimmen die Haupthandlungsläufe.

## Besetzung

### Hauptdarsteller
- Susana Vieira – Maria do Carmo Ferreira da Silva
- Renata Sorrah – Maria de Nazaré Estévez Tedesco (Nazaré Tedesco)
- José Wilker – Giovanni Improtta (Giová)
- José Mayer – Dirceu de Castro
- Carolina Dieckmann – Isabel Tedesco/Lindalva Ferreira da Silva
- Eduardo Moscovis – Reginaldo Ferreira da Silva
- Letícia Spiller – Viviane Fontes (Villana)
- Marília Gabriela – Josefa Medeiros Duarte Pinto / Maria Guilhermina
- Marcello Antony – Viriato Ferreira da Silva
- Débora Falabella – Maria Eduarda Correia de Andrade e Couto
- Leonardo Vieira – Leandro Ferreira da Silva
- Tania Khalill – Nalva (Marinalva)
- Leandra Leal – Maria Cláudia Tedesco (Claudia)
- Dado Dolabella – Plínio Ferreira da Silva
- Nelson Xavier – Sebastián Ferreira da Silva
- Mara Manzan – Janice Ferreira da Silva
- André Gonçalves – Venâncio Ferreira da Silva
- Ludmila Dayer – Danielle Meira
- Maria Maya – Regininha (Regina Ferreira da Silva)
- Heitor Martínez – João Manoel Improtta
- Mylla Christie – Eleonora Ferreira da Silva
- Bárbara Borges – Jenifer Improtta
- Yoná Magalhães – Flaviana
- Raul Cortez – Pedro Correia de Andrade e Couto, Barão de Bonsucesso
- Glória Menezes – Laura Correia de Andrade e Couto, Baronesa de Bonsucesso
- Wolf Maya – Leonardo Correia de Andrade e Couto
- Ângela Vieira – Gisela Correia de Andrade e Couto
- Dan Stulbach – Edgard Legrand
- José de Abreu – Josivaldo Ferreira da Silva
- Leonardo Miggiorin – Shao Lin (Políbio)
- Adriana Lessa – Rita de Cássia
- Nuno Melo – Constantino Pires
- Jéssica Sodré – Lady Daiane
- Mário Frías – Thomas Jefferson de Souza
- Carol Castro – Maria Angélica
- Malu Valle – Shirley
- Flavio Migliaccio – Jacques Pedreira
- Thiago Fragoso – Alberto Pedreira
- Cristina Mullins – Aurélia
- Stella Freitas – Cícera
- Elizângela – Djenane Pereira (Amiga y Cómplice de Nazaré)
- Ítalo Rossi – Alfred
- André Mattos – Vanderlei Madruga
- Gottsha – Crescilda
- Luiz Henrique Nogueira – Ubiracy
- Sílvia Salgado – Aretuza
- Reynaldo Gonzaga – Rodolpho
- Helena Ranaldi – Yara Steiner
- Ronnie Marruda – Gilson das Neves (Gitano)
- Marcela Barrozo – Bianca Ferreira da Silva
- Thadeu Mattos – Bruno Ferreira da Silva
- Guida Vianna – Fausta
- Catarina Abdala – Jurema
- Agles Steib – Michael Jackson
- Cristina Galvão – Jandira
- Xandó Graça – Merival
- Marco Vilella – Turcão
- Roberto Lopes – Delegado Aberaldo Paredes
- Leonardo Carvalho – Gato
- Felipe Camargo – Dr. Edmundo Cantareira